# Unravel (відеогра)
Unravel (укр. Розплутайся) — відеогра в жанрі головоломки-платформеру, яка розроблена шведською студією Coldwood Interactive і видана компанією Electronic Arts. Гра була анонсована 15 червня 2015 року на прес-конференції EA в рамках виставки E3 2015. В центрі гри знаходиться Ярні (або Ниточка), маленька антропоморфна істота, зроблена з пряжі.

## Ігровий процес
В центрі гри знаходиться Ярні, антропоморфне кошеня з червоної пряжі, яке досліджує світ навколо нього, використовуючи своє власне тіло. Дія гри розгортається на тлі скандинавських пейзажів. Ярні долає перешкоди за допомогою своєї однієї-єдиної нитки, яка буде розплутуватися по мірі його руху. Також гравцеві належить вирішувати проблему браку пряжі для виконання завдань у грі. За словами розробників, Unravel — це гра про подолання труднощів, великих і маленьких, а сам Ярні уособлює міцні узи між близькими людьми. Творчий директор студії Coldwood Interactive Мартін Салін заявив: «Завжди цікаво грати з фізикою. Це не просто гра про вирішення головоломок. Вона про те, як ви рухаєтесь, долаєте перешкоди і орієнтуєтеся у просторі. Позаду себе Ярні завжди залишає нитку, з якою ви можете робити дійсно круті речі».

## Сюжет
Вступна заставка гри показує стару жінку, яка мрійливо виглядає у вікно, перед тим як подивитись на картину дитини на стіні і підняти свою корзину пряжі. Потім вона підіймається по сходах і в цей самий час один клубок ниток випадає і розплутується. Далі Ярні, маленьке антропоморфне кошеня, зроблене з пряжі, яке є головним героєм гри, входить у кадр, і з подивом роздивляється навколо. За словами Саліна, червона нитка, з якої зроблений Ярні, уособлює любов і пов'язує все в грі — від ігрової механіки до сюжету, а також всіх, хто бере участь.

## Розробка
Хоча попередні роботи розробників Coldwood отримали несприятливе визнання критиків, Unravel, за повідомленнями, показала  себе досить перспективною для DICE EA, щоб заключити видавничу угоду з EA. Згодом, Unravel була оголошена розробником і творчим директором Мартіном Саліном на прес-конференції EA в рамках виставки E3 2015.. Під час презентації гри, Салін, як було відзначено, «дуже хвилювався: його руки та голос тремтіли». Схвильована презентація Саліна була позитивно сприйнята аудиторією конференції. Після анонсу, Саліну стали надходити повідомлення з вдячністю та фан-артами в таких соціальних мережах, як Twitter і Tumblr.. Сама гра, особливо її естетика, була добре сприйнята після її анонсування. Відеоігровий блог VG247 назвав Unravel «найбільш візуально-вражаючою грою EA». Гру також порівняли з Limbo та серією LittleBigPlanet.
На початку червня 2015 року було оголошено, що ПК-версія гри доступна для попереднього замовлення через магазин Origin компанії EA. Пізніше було оголошено, що гра виробляється для платформ PlayStation 4 та Xbox One.

### Дизайн
Фони і головоломки натхненні краєвидом міста Умео на півночі Швеції. Салін черпав натхнення для гри після створення ляльки Ярні з дроту і пряжі під час сімейного походу на півночі Швеції. Він сказав, що живе в невеликому містечку далеко на півночі, неподалік від Полярного кола. «Там не багато людей, але в цілому багато сільської місцевості. Я хотів би поділитися зі світом місцями, які я люблю. Я вважаю, що багато хто не бачив таких місць у відеоіграх» — додав Салін.  На додаток до дизайну, гра працює на рушії PhyreEngine від Sony.